# Звездана Елезовић
Звездана Елезовић (рођена 1977) је научни сарадник Института за српску културу Приштина–Лепосавић.

## Биографија
Рођена је 1977. године у Крушевцу. Дипломирала је на Факултету уметности Универзитета у Приштини 2001. Била је стипендиста Фонда за подстицање развоја младих талената града Крушевца 2001—02. и 2002—03. Магистарску тезу „Језик савремене скулптуре (Осврт на снагу духа и кретање у скулптури)” је одбранила 2006. Докторирала је са дисертацијом „Улога савремене српске ликовне уметности на Косову и Метохији у очувању српског културног идентитета” на Факултету за Културу и Медије Џон Небит Универзитета 2016. године. Запослила се на Институту за српску културу Приштина–Лепосавић 11. марта 2005. као истраживач–приправник на Одељењу за историју културе, после одбране магистарске тезе је изабрана у звање истраживач–сарадник, а након одбране докторске дисертације у звање научни сарадник 31. октобра 2018. Као истраживач је била ангажована на научним пројектима које је финансирало Министарство просвете, науке и технолошког развоја Републике Србије Историјске и националне основе духовне и материјалне културе српског народа на Косову и Метохији 2005, Духовне појаве и стваралаштво српског народа на Косову и Метохији од XV до XX века 2006—2010. и Материјална и духовна култура Косова и Метохије 2010—2019. у чијем осмишљавању и писању је учествовала. Од 2018. ради у Уређивачком и редакцијском одбору часописа Баштина, рецензент је Зборника радова са Међународне научне конференције The proceedings of the Correspondence International Scientific Conference „Globalization: Historical, Social and Economic Consequences” 2021. Аутор је бисте Сава Дечанац 2008, члан је Gallery Serbiana Art од 2008. и Gallery Saаtchi Art од 2019. године. Добитница је прве награде на Октобарском салону у Крушевцу 2001. и дипломе првог степена у оквиру номинације за „Теорију, методику и организацију социјално–културне делатности” на Међународном научном конкурсу Савремене педагошке иновације спроведеном у Петрозаводску 27. септембра 2020. у организацији Међународног центра научне сарадње. Објавила је више од шездесет научних радова у међународним и домаћим научним часописима, тематским зборницима и зборницима са националних и међународних научних конференција у земљи и иностранству. До сада има седам самосталних и више колективних изложби у земљи и иностранству. Истражује научна питања из области културологије са посебним акцентом на улогу савремене српске ликовне уметности на Косову и Метохији у очувању српског културног и националног идентитета и на питања развоја савременог српског ликовног стваралаштва на Косову и Метохији и девастацију српског ликовног споменичког наслеђа у Покрајини.